# Vojta Nolč
Vojtěch (Adalbert) Nolč (18. března 1912 Linec – 27. března 1989 Nová Ves pod Pleší) byl český malíř, grafik, zakládající člen skupiny Máj 57.

## Život

### Mládí a počátky tvorby
Vojta Nolč se narodil a vyrůstal v hornorakouském Linci. Teprve po vzniku republiky se rodina přestěhovala do západních Čech. Mezi lety 1927 a 1931 studoval na Německé obchodní akademii v Plzni. Od maturity až do konce 50. let pracoval jako bankovní úředník v Praze. Výtvarné vzdělání získal soukromě u Aloise Boháče a Vladimíra Pukla. Věnoval se kresbě, malbě a společně s tiskařem Adolfem Černým experimentoval s grafickými technikami. Na výtvarnou scénu vstoupil jako jeden ze zakládajících členů tvůrčí skupiny Máj 57 hned při jejím prvním vystoupení v rámci společné výstavy Mladé umění v pražském Obecním domě (1957). Představil se deseti pracemi – olejomalbou a monotypy – ze svého žlutého období ovlivněného francouzským postimpresionismem. Na výstavě, která v éře socialistického realismu vzbudila rozruch požadavkem individuálního výrazu a návazností na moderní tendence mezinárodního umění, takže jí hrozilo uzavření, byl zmiňován mezi autory udávajícími charakter expozice. V Máji 57, kde byl vůbec nejstarší, patřil zpočátku do okruhu kolem historika umění Františka Dvořáka a malíře Roberta Piesena, který jej do skupiny přivedl. Později se přimkl ke křídlu absolventů VŠUP, které reprezentovali Mikuláš Medek, Stanislav Podhrázký a Zbyněk Sekal. Se skupinou Nolč pravidelně vystavoval až do jejího zániku v roce 1964.

### Umělecký vývoj během výstav v 60. letech
První samostatná výstava tušových kreseb a monotypů Vojty Nolče v Divadle Rokoko (1959), kterou uváděl právě skupinový teoretik František Dvořák, ještě volně rozvíjela působivou „naivizující“ polohu, kterou se předvedl v Obecním domě. Její těžiště stále spočívalo ve figuraci a především krajinných a venkovských motivech – z úpatí slovenské Poľany, západočeských Pavlovic a moravské Telče. Druhá autorská výstava v Alšově síni v Praze (1964) už ale shrnovala proces intenzivního hledání nového výtvarného výrazu. Nolč se v něm od „dětsky“ komponovaných plošně pojímaných pouťových motivů, dostal přes postkubistickou urbánní skladebnost k sumárním prožitkovým „krajinám“. Ty intuitivně sestavoval z drobných lineárně rytých motivů volně vířících v prostoru monochromního pozadí, takže evokují souhrn emotivních útržků vizuálních vzpomínek. Jarmila Skalická v katalogu k výstavě celek přirovnává k estetice perských koberců. Další mezifázi představují obrazy zaměřené na přírodniny zajímavé tvarem jako jsou ořechy nebo mušle, které jen potvrzují Nolčův vzrůstající zájem o struktury. Ten ústí v abstrahující kompozice s geometrickým tvaroslovím odvozené z principu fragmentalizace. Třetí určující výstava Vojty Nolče proběhla v pražské Galerii bří Čapků (1966). Představil se na ní především souborem vrstvených informelních kompozic na masivních dřevěných podložkách poznamenaných působením času. Obrazy na pomezí objektu kombinovaly přirozené a nově vytvářené struktury s principy znakovosti a lité malby. Ty doplňovala tematicky navazující série velkoformátových monotypů. Toto období je u Nolče tradičně spojováno s experimenty s psychotropními látkami. Po roce 1970 se jeho pozornost obrátila k vytváření asambláží a pozvolnému návratu ke sféře lidového umění, kdy se věnoval například malbě na sklo. Nově se u něj objevila náboženská témata, ale neodvrátil se ani od civilismu.

### Romantismus Vojty Nolče
Vojta Nolč představuje na naší výtvarné scéně zdánlivě lehce anachronický, ale přitom svébytný a tím i zajímavý fenomén, což také odráží postupné zařazování jeho prací do zásadních přehledových výstav monitorujících moderní české umění 50.
a 60. let 20. století. Typický je pro něj originální přístup opřený o vlastní logiku, charakteristický hlavně intuitivním příklonem k romantismu, který se u něj projevuje různými způsoby po celou dobu tvorby. Ukazuje na něj např. povangoghštělé signování pouze křestním jménem ve žlutém období, obsáhlý cyklus procítěných kreseb na námět Villonova Malého a Velkého testamentu, téma cirkusu, poutí a kočovných komediantů, i výtvarný proces směřující k abstrakci prostřednictvím ponoru do sféry archaického světa – tajemných orientálních znaků, časem setřelých reliéfů, neidentifikovatelných fragmentů z archeologických vykopávek nebo struktur založených na dlouholetém působení přírodních procesů. Neprotiřečí mu nakonec ani pozdní asambláže evokující alchymistické strojky a zapomenuté vynálezy či okouzlení nehledaným výrazem lidového umění. Jak ale ukazuje žlutý Autoportrét za rudými mříženi z 50. let nebo monotyp Ohnivá pravda (Jan Palach), nevyhýbal se Nolč ani reflexi zcela aktuálních životních pocitů a politických témat.

## Výstavy

### Samostatné výstavy
- 1959 Divadlo Rokoko, Praha (kat. Fr. Dvořák)
- 1964 Alšova síň, Praha (kat. J. Skalická)
- 1966 Galerie bratří Čapků, Praha (kat. A. Pohribný)
- 1992 V. N. Žlutě, Galerie Růžový kopeček, Cheb
- 1997 V. N. Pozůstalost, Zámecká galerie města Kladna

### Kolektivní výstavy
- 1957 Mladé umění, Tvůrčí skupina Máj, Obecní dům, Praha (kat. Fr. Dvořák, M. Chlupáč)
- 1958 2. výstava skupiny Máj 57, Palác Dunaj, Praha
- 1958 Wystawa grupy „maj 57“, Galeria Sztuki Nowoczeskej, Varšava, Polsko (kat. M. Chlupáč)
- 1961 Skupina Máj, Poděbrady
- 1962 Jaro 62, Mánes, Praha
- 1964 Skupina Máj, Nová síň, Praha
- 1964 Skupina Máj, Městské muzeum, zámek, Teplice
- 1966 Jaro 66, Mánes, Praha
- 1967 Prager Künstler, Galerie Maerz, Linec, Rakousko
- 2003 – 2004 Umění je abstrakce. Česká vizuální kultura 60. let, Jízdárna Pražského hradu, Muzeum umění Olomouc, Moravská galerie v Brně, Galerie U Bílého jednorožce, Klatovy (kat. Z. Primus)
- 2007 Skupina Máj 57. Úsilí o uměleckou svobodu na přelomu 50. a 60. let, Císařská konírna Pražského hradu (kat. A. Primusová, M. Klimešová)
- 2009 Roky ve dnech, GHMP Městská knihovna (kat. M. Klimešová)

## Zastoupení v galeriích
- Národní galerie v Praze
- Museum Kampa Praha
- Galerie moderního umění Hradec Králové
- Alšova jihočeská galerie Hluboká nad Vltavou
- Galerie moderního umění v Roudnici nad Labem
- soukromé sbírky

## Ukázky z díla

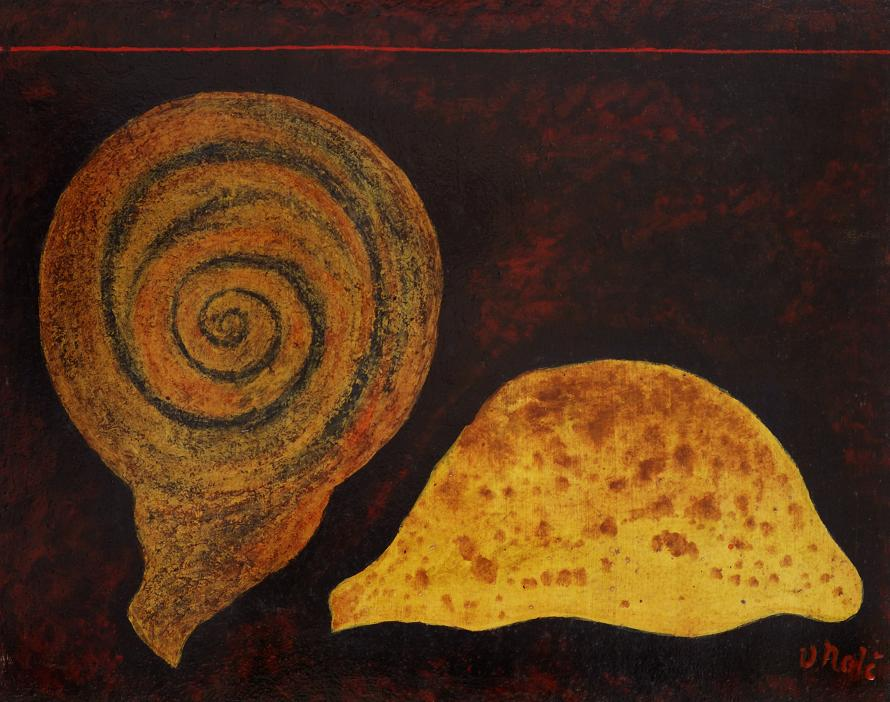
Dvě mušle, kombinovaná technika, 60x80 cm, 1962